# Richtlinie 2001/95/EG über die allgemeine Produktsicherheit
Die Richtlinie 2001/95/EG des Europäischen Parlaments und des Rates vom 3. Dezember 2001 über die allgemeine Produktsicherheit ist eine Europäische Richtlinie.
Die darin enthaltenen Vorschriften sollten sicherstellen, dass im Europäischen Binnenmarkt in den Verkehr gebrachte Produkte für Verbraucher sicher sind (Artikel 1).
Die neue allgemeine Produktsicherheitsverordnung 2023/988 ist im EU-Amtsblatt L 135 veröffentlicht worden und tritt am 12. Juni 2023 in Kraft. Damit ist die Richtlinie aufgehoben.
Diese Verordnung gilt für alle Produkte, die ab 13. Dezember 2024 in Verkehr gebracht werden und es gibt eine Übergangsfrist.

## Geltungsbereich
Gemäß Artikel 2 ist ein „Produkt“ im Sinne dieser Richtlinie „jedes Produkt, das – auch im Rahmen der Erbringung einer Dienstleistung – für Verbraucher bestimmt ist oder unter vernünftigerweise vorhersehbaren Bedingungen von Verbrauchern benutzt werden könnte (....) unabhängig davon, ob es neu, gebraucht oder wiederaufgearbeitet ist.“
Beispielhafte Verbraucherprodukte, die unter dieser Richtlinie fallen sind z. B. Fahrräder, Turngeräte, Möbel.
Weiters auch für elektrische Produkte mit einer Nennspannung kleiner 50 VAC oder kleiner 75 VDC, da diese nicht unter die Niederspannungsrichtlinie fallen.

## Inhalte
Ein Produkt gilt gemäß Artikel 3 der Richtlinie 2001/95/EG als sicher, wenn der Hersteller die für das Produkt und den Anwendungsbereich geltenden Rechtsvorschriften über die Gesundheits- und Sicherheitsanforderungen des Mitgliedstaats, in dessen Hoheitsgebiet das Produkt vermarktet wird, entspricht. Die Richtlinie enthält allgemeine Sicherheitsanforderungen, Bestimmungen hinsichtlich der Marktüberwachung, Meldeverfahren bei Bekanntwerden von unsicheren Produkten und Verpflichtungen der Marktteilnehmer. Die EU-Kommission veröffentlicht in unregelmäßigen Abständen harmonisierte Normen, bei deren Anwendung der Hersteller davon ausgehen kann, dass er die Sicherheitsanforderungen einhält (Vermutungswirkung).

## Umsetzung
Die Mitgliedstaaten der Europäischen Union sind verpflichtet, die erforderlichen nationalen Rechts- und Verwaltungsvorschriften in Kraft zu setzen, um dieser Richtlinie ab dem 15. Januar 2004 nachzukommen.
In Deutschland erfolgte dies mit dem Produktsicherheitsgesetz – ProdSG, das am 1. Dezember 2011 in Kraft getreten ist und das zuvor geltende Geräte- und Produktsicherheitsgesetz – GPSG ablöste. In Österreich erfolgte die Umsetzung der Richtlinie mit dem Produktsicherheitsgesetz 2004, BGBl. I Nr. 16/2005, welches das Produktsicherheitsgesetz 1994 ablöste. Innerhalb der Republik Italien fand die Umsetzung der Richtlinie Eingang in den „codice del consumo“ – dem Konsumentenkodex (Decreto legislativo 6 settembre 2005, n. 206 Art. 102 – 113).
Der Hersteller oder Einführer eines Produktes für den europäischen Binnenmarkt hat gemäß Artikel 3 der Richtlinie 2001/95/EG die Verantwortung, dass nur sichere Produkte auf dem Markt bereitgestellt werden.
Für bestimmte Produkte und Produktgruppen (z. B. Medizinprodukte) gelten spezielle einschränkende Normen. Die Richtlinie 2001/95/EG hat dann noch die Funktion einer Auffangnorm. Eine Kennzeichnung des Produktes mit dem CE-Kennzeichen kann einzig und allein aus speziellen Normen vorgeschrieben sein. Ist dies nicht der Fall, ist eine Anbringung des CE-Kennzeichens untersagt.